# Arno Pilgram
Arno Pilgram (* 1946 in Klagenfurt) ist ein österreichischer Soziologe und Kriminologe.

## Leben
Pilgram studierte Psychologie und Anthropologie und promovierte 1972 an der Universität Wien. Zehn Jahre später erfolgte seine Habilitation an der Frankfurter Universität in dem Bereich der Rechts- und Kriminalsoziologie. 1986 folgte eine zweite Habilitation, hier an der Wiener Universität über Soziologie sozialer Kontrolle.
Pilgram war seit der Begründung als Ludwig Boltzmann-Institut für Kriminalsoziologie Mitarbeiter am Institut für Rechts- und Kriminalsoziologie. 1993 wurde er dessen stellvertretender Leiter. Nach dem Weggang Heinz Steinerts übernahm er im Jahr 2000 die Leitung des Instituts, die er bis 2004 innehatte.
1980 gründete Pilgram den Verlag für Gesellschaftskritik, dessen Geschäftsführung er von 1984 bis 1991 übernahm. Von 1984 bis 2019 war er führend am Verein für Bewährungshilfe und soziale Arbeit, heute Verein Neustart, beteiligt. Er war ferner Mitherausgeber des Jahrbuchs für Rechts- und Kriminalsoziologie und der Schriften für Rechts- und Kriminalsoziologie. Pilgram ist im Netzwerk Kriminalpolitik organisiert.
Am 3. November 2021 erhielt Pilgram für seine Verdienste das Österreichische Ehrenkreuz für Wissenschaft und Kunst, ferner erschien im gleichen Jahr eine Festschrift.
Schwerpunkt seiner Arbeit ist die soziologische Aufklärung von Rechts- und Kriminalpolitik, hinzu kommen Abolitionismus, Bewährungshilfe sowie die Beschäftigung mit der Datenerhebung von Kriminalität und die Datengrundlagen für die Justiz.

## Schriften (Auswahl)
Monografien
- mit Gerhard Hanak: Der andere Sicherheitsbericht. Ergänzungen zum Bericht der Bundesregierung, Verlag für Gesellschaftskritik, Wien 1991, ISBN 978-3-85115-141-1.
- ...endet mit dem Tode. Die lebenslange Strafe in Österreich (= Österreichische Texte zur Gesellschaftskritik. Band 44). Verlag für Gesellschaftskritik, Wien 1989, ISBN 3-85115-108-9.

Herausgeberschaften
- mit Andreas Kranebitter, Monika Mokre, Verena Reidinger, Karl Reitter, Christoph Reinprecht: Befreiungswissen als Forschungsprogramm. Denken mit Heinz Steinert, Münster 2022, ISBN 978-3-89691-072-1.
- als Mitherausgeber: Einheitliches Recht für die Vielfalt der Kulturen? Strafrecht und Kriminologie in Zeiten transkultureller Gesellschaften und transnationalen Rechts, Lit, Wien, Berlin, Münster 2012, ISBN 978-3-643-50216-2.
- mit Heinz Steinert: Welfare Policy from Below: Struggles against Social Exclusion in Europe. Towards a Dynamic Understanding of Participation. Ashgate, Aldershot 2003.
- mit Cornelius Prittwitz: Kriminologie. Akteurin und Kritikerin gesellschaftlicher Entwicklung; über das schwierige Verhältnis der Wissenschaft zu den Verwaltern der Sicherheit, Nomos, Baden-Baden 2005, ISBN 978-3-8329-1297-0.
- Grenzöffnung, Migration, Kriminalität, Nomos, Baden-Baden 1993, ISBN 978-3-7890-2971-4.

Artikel
- Einige Aspekte der Entscheidungsproblematik bei der bedingten Entlassung Strafgefangener. In: Österreichische Juristenzeitung. Band 30, Nr. 14/15, 1975, S. 387–391.
- Freiheitsstrafe als Fangnetz für Arme. In: Neue Kriminalpolitik. Nr. 4, 1998, S. 21–26 (armutskonferenz.at [PDF; 61 kB; abgerufen am 22. August 2022]).